# Колибите (дем Въртокоп)
Вижте пояснителната страница за други значения на Колибите.
Колибите (изписване до 1945 година: Колибитѣ; на гръцки: Καλύβια) е село в Егейска Македония, Гърция, част от дем Въртокоп (Скидра) в административна област Централна Македония.

## География
Колибите е разположено на 22 km югоизточно от град Воден (Едеса) и на 6 километра източно от демовия център Въртокоп (Скидра).

## История

### В Османската империя
В XIX век Колибите е малко село в Ениджевардарската каза на Османската империя. Според статистиката на Васил Кънчов („Македония. Етнография и статистика“) в 1900 Колибите има 30 жители българи и 40 черкези.

### В Гърция
През Балканската война в селото влизат гръцки войски и след Междусъюзическата Колибите остава в Гърция. 
Боривое Милоевич пише в 1921 година („Южна Македония“), че Колибе има 10 къщи славяни християни и 2 къщи цигани мохамедани.
Мюсюлманското население се изселва и в селото са заселени гърци бежанци. В 1928 година Колибите е представено като чисто бежанско село с 41 бежански семейства и 167 души бежанци. Според Тодор Симовски селото е смесено местно-бежанско. Според него от 1344 души в 1991 година мнозинството са с местен произход.
Селото е богато, тъй като землището му е плодородно. Отглеждат се овошки, памук, пшеница, царевица, като е развито и краварството.
| Име           | Име             | Ново име   | Ново име   | Описание                  |
| ------------- | --------------- | ---------- | ---------- | ------------------------- |
| Азмак         | Άσμάκι          | Рема       | Ρέμα       | река на С от Колибите     |
| Азмашко       | Άσμάτικο        | Рема       | Ρέμα       | река на С от Колибите     |
| Мъгленица     | Μογλενίτσα      | Потамос    | Ποταμός    | река, приток на Бистрица  |
| Големо Калище | Μεγάλο Κουλιντέ | Ласпотопос | Λασπότοπος | местност на С от Колибите |

| Година    | 1913 | 1920 | 1928 | 1940 | 1951 | 1961 | 1971 | 1981 | 1991 | 2001 | 2011 | 2021 |
| --------- | ---- | ---- | ---- | ---- | ---- | ---- | ---- | ---- | ---- | ---- | ---- | ---- |
| Население | 212  | 207  | 456  | 751  | 895  | 1027 | 1045 | 1119 | 1344 | 1186 | 1095 | 913  |